# Aleks Marić
Pour les articles homonymes, voir Marić.
Aleksandar Marić est un joueur professionnel australien de basket-ball né le 22 octobre 1984 à Sydney (Australie). Il mesure 2,11 m et joue au poste de pivot. Il a aussi la nationalité serbe.

## Carrière en club
Né de parents d'origine serbe, Marić fait ses classes à l'Australian Institute of Sport. Il part ensuite aux États-Unis, pour jouer au lycée à Burlington, New Jersey, puis il intègre l'équipe universitaire des Nebraska Cornhuskers. Il y reste quatre ans de 2004 à 2008 et est élu dans la deuxième équipe de la Big 12 Conference en 2007 et 2008. Ses statistiques passent de 8,0 points et 6,3 rebonds lors de sa première saison à 15,7 et 10,2 lors de sa dernière saison. Lors de celle-ci, il ajoute également 1,9 passe, 1,3 interception et 1,7 contre. Il se présente à la Draft 2008 de la NBA mais n'est pas choisi.
Marić commence sa carrière professionnelle en 2008, dans le club de Granada en Liga ACB (Espagne) mais un temps de jeu limité réduit ses performances et ses statistiques sont de 4,6 points et 3,5 rebonds en moyenne. Il rejoint le Partizan (Ligue adriatique) en 2009. Il s'y impose comme le pivot titulaire devant Slavko Vraneš. Fin novembre, il obtient sa première récompense individuelle sur le plan européen en étant désigné co-MVP de la cinquième journée avec Keith Langford. Son évaluation sur cette rencontre est de 38, avec 23 points et 15 rebonds, cinq interceptions, une passe et un contre. Lors de la septième journée, il marque 34 points et capte 16 rebonds et égale, avec 40, la meilleure évaluation de la saison, réalisée lors de la première journée par Darjuš Lavrinovič. La semaine suivante, il est élu pour la troisième fois MVP de la semaine lors de l'Euroligue, puis MVP du mois de décembre. Le Partizan se qualifie pour le Final Four de l'Euroligue, échouant sur le score de 83 à 80 face à l'Olympiakos en demi-finale. Belgrade remporte toutefois la ligue adriatique, face au Cibona Zagreb, le championnat et la coupe de Serbie.
Pendant l'été 2010, il est transféré au Panathinaïkos.
Il rejoint le Lokomotiv Kouban-Krasnodar à l'été 2012 et remporte l'EuroCoupe 2012-2013 avec l'équipe.
À l'été 2014, Marić rejoint le Maccabi Tel-Aviv, champion d'Europe en titre, avec un contrat courant jusqu'à la fin décembre 2014. Son contrat n'est pas renouvelé en décembre et il rejoint Galatasaray mais en mars il quitte le club après avoir joué 7 rencontres pour des moyennes de 1,7 point and 2,9 rebonds. Marić signe le lendemain un contrat avec Petrochimi Bandar Imam BC, club iranien de première division. En avril, il signe jusqu'à la fin de la saison avec le CB Gran Canaria, club de première division espagnole.

## Carrière internationale
Marić a joué dans l'équipe d'Australie des moins de 19 ans et remporté le championnat du monde FIBA en 2003, il a aussi participé au championnat du monde des moins de 21 ans en 2005 où l'Australie finit quatrième.
Ses bonnes performances au sein de l'effectif du Partizan, ainsi que ses origines serbes, attirent l'intérêt de la fédération serbe, qui envisage de faire évoluer Marić sous le maillot de la sélection serbe.